# Акронафплія
Акронафплія  (турецька: Ιτς-Καλέ ("внутрішній замок")) — фортеця, розташована на скелястому півострові, яка у давнину була цитаделлю Нафпліона. Вона розташована навпроти морського форта Бурдзі і нижче фортеці Паламіді біля входу в Аргольську затоку. До неї можна потрапити лише з півночі через штучний рів, який називається Арванітія. Півострів, де розташована фортеця має середню висоту 45 м над рівнем моря, максимальну довжину зі сходу на захід 900 м. та ширину близько 400 м.

## Історія
Територія фортеці містить залишки будівель різних епох. Вона укріплювалась всіма, хто володів містом: древні греки, римляни, візантійці, франки,  венеційці чи османи. В період до XV ст. місто розташовувалось в межах фортеці, а потім розширилось і за її межі.

### Візантійський період
Про візантійське та ранньохристиянське управління на півострові (IV-XIV ст.), де розміщена фортеця, свідчать древньохристиянські архітектурні елементи та монети, а також східні укріплення та дві каплиці всередині фортеці.

### Франський період
Коли франки під проводом Жоффрея де Віллардуена захопили місто у 1212 р. вони розділили півострів на дві частини (замки). В середині півострова розташовувалась франська частина, яка була адміністративним та військовим центром міста. У західній частині розташовувалась так звана римська частина, де були греки. Між двома частинами  посеред пагорба франки побудували квадратну вежу для контролю переміщення між двома частинами. У східній стіні франкського замку були так звані "Ворота миру", прикрашені фресками та укріплені двома круглими вежами та трикутною фортифікаційною спорудою.

### Венеційці (1389-1540)
У 1389 році місто і його укріплення перейшли під управління венеційців. На посаду подести венеційці призначили Вітторе Паскуаліго, який з архітектором  Антоніо Гамбелло здійснив низку перебудов та удосконалень фортеці. Зокрема на схід від франкського замку у 1470 році додано нові укріплені контрафорсами стіни, зі східної сторони півострова, замуровано ворота, які перенесені на південь. Ці укріплення загалом названі "Замок Торо". Також посеред франкського замку збудовано укріплений комплекс бастіонів та воріт, названий "Траверса Гамбелло".
У 1502 р. вони побудували північно-східну вежу зі сторони Паламіді, а також незалежний бастіон на західній стороні з боку затоки, в яку помістили п'ять великих гармат однакового розміру, які тоді називали "п’ятьма братами". Тоді фортеця почала називатись "замок п'яти братів".
За рахунок створення штучних берегів з використанням дерев'яних стовпів поступово створено нижнє місто, укріплене як зі сторони моря так і суходолу воротами. В цю частину міста перенесено адміністративну діяльність. Гавань також захищав укріплений острів з фортом Бурдзі.

### Османи  (1540-1686)
У 1540 р. Нафпліон захопили турки, які ще більше посилили укріплення Акронафплії більшими гарматами, назвавши Іт-Кале. За турків на території фортеці проживали звичайні люди, турки та християни, що підтверджено записами турецької мандрівниці Евлії Шелебі, яка відвідала місто в 1668 році та написала, що в межах фортеці було багато будинків, а на вершині пагорба - велика мечеть, що була спочатку християнською церквою, присвяченою Святому Андрію.

### Венеційці (1686-1715)
У 1686 р. венеційці під проводом Франческо Морозіні вдруге заволоділи Нафпліоном, після чого видали указ, згідно з яким заборонялося жити в межах фортеці Акронафплії, в якій розміщувався тільки військовий гарнізон. Водночас також посилювались укріплення фортеці Паламіді, частково зруйнувавши укріплення фортеці Акронафплії. В східній частині фортеці Акронафплії поруч із воротами у нижній частині міста у 1706 р. побудовано новий бастіон Гримані (на честь генерал-губернатора Пелопоннеса). Також побудовано казарму, арсенал, військово-морський склад (нині там розташовано Археологічний музей). У північній стіні римського замку у 1713  за генерал-губернатора Агостіно Сагредо збудовано ворота.

### Османи (1715-1822)
В 1715 р. вже вдруге османи заволоділи містом і фортецею відповідно. У цей період вони підсилили Акронафплію і Паламіді 400 гарматами, з яких 84 були по 64 фунти кожна. Напередодні грецької революції 1821 року турки продовжували ремонт та зводити нові споруди фортеці.

## Повстання
У ніч на 30 листопада 1822 р. 300 греків під проводом Стайкоса Стайкопуліоса окупували Паламіді і своїми гарматами почали обстрілювати Акронафплію. 3 грудня (всього через 3 дні) турки були змушені здати замок тодішньому генералу Теодоросу Колокотронісу, який піднімає прапор свободи на валах. У 1828 р., Іоанн Каподистрія став губернатором, а командуючим фортецями міста було призначено полковника Карла Вільгельма фон Хайдека, який розмістив в фортеці гарнізон з 50-ти чоловік. У той час губернатор, усвідомивши цінність фортеці, подбав про відновлення усіх пошкоджених частини фортеці, а також повністю зруйнованої гарматної батареї. Він також побудував казарму, військовий госпіталь, а також невеликий храм біля нього.

## XIX ст
Під час правління Оттона I баварська армія, яка взяла на себе охорону Нафпліона, закінчила ремонт укріплень, будівництво військових складів та вдосконалення військового госпіталю. Після перенесення столиці з Нафпліона в Афіни, Оттон наказав провести капітальний ремонт усіх укріплень і бастіонів фортеці, а також їх обладнання з новими гарматами.
Під час правління Геора I всередині цієї фортеці були побудовані великі піхотні казарми, військові тюрми та великі підземні танки для збору дощової води. У той час Акронафплія була вербувальним центром для всіх солдатів в Пелопоннесі.

## XX ст
Під час правління Костянтина I та Олександра I тепер військові в'язниці Акронафплії повільно почали вдосконалюватися відповідно до новинок пенітенціарної системи Греції, у тому числі через зайнятість засуджений, формуючи різні професійні групи: столярів, шевців тощо.
Навесні 1937 р., під час диктатури Іоанніса Метаксаса, військові в'язниці Акронафплії були перетворені на "табір комуністичних ув'язнень", та сотні політичних опонентів режиму було відправлено до Акронафплії. У ніч на 30 серпня 1937 р. охоронці обстріляли з кулемета з подвір’я в'язниці, вбивши одного із затриманих — вчителя Павлоса Ставридіса.
У квітні 1941 року, коли в’язнів передали німцям, там утримували близько 600 осіб. Серед них Г. Іоаннідіс, К. Теос, А. Цимас, В. Верверіс, М. Сінакос, Д. Меніхтас, Ф. Пападопулос, М. Папарігас, С. Склавенас, Г. Зевгос, А. Ципас, П. Поліопулос, А. Флоунціс та ін. Під час окупації умови утримання політичних в'язнів були жахливими і багато з них померли від голоду (Теодорос Мангос, Евріпід Оролог та ін.), а багатьох перевели до інших таборів. Після визволення Греції від німців в'язнів фортеці звільнили. В'язниця проіснувала у фортеці до 1960 року.
Під час правління Павла I було здійснено остаточне закриття в'язниць Акронафплії, після чого у 1960 - 1971 рр. відбулося їх знесення. При цьому знесли значну частину стін та будівель грецького замку, військовий госпіталь Каподістрія. На місці знесених будівель було збудовано два готелі "Ксенія" (1961 р.) та "Ксенія Паллас" (1971 р.). Цілою задлишилась лише церква "Αγίων Αναργύρων". 

## Архітектура
Спочатку з південної та західної сторін півострова не було укріплень, оскільки там були неприступні скелі. Нижні частини стін фортеці датовані епохою бронзи. У західній частині фортеці збереглися частини давніх стін, чкладені з тесаних камені, які  датуються кінцем IV століття до н. е. Фортеця складається з трьох частини, перша з яких побудована в ІІІ ст., друга - франками, а третя венеційцями, які збудували нові укріплення згідно з новими фортифікаційними підходами, зумовленими відкриттям пороху та повсюдним використанням вогнепальної зброї, також удосконалювалась османами. Фортеця була відокремлена від материкової частини ровом, через який перекинутий кам'яно-дерев'яний міст, дерев'яну частину якого можна було зняти при нападі. Також за ровом була оборонна споруда з підземними ходами в яких лежала вибухівка, готова для вибуху для стримування нападників.

## Фотогалерея

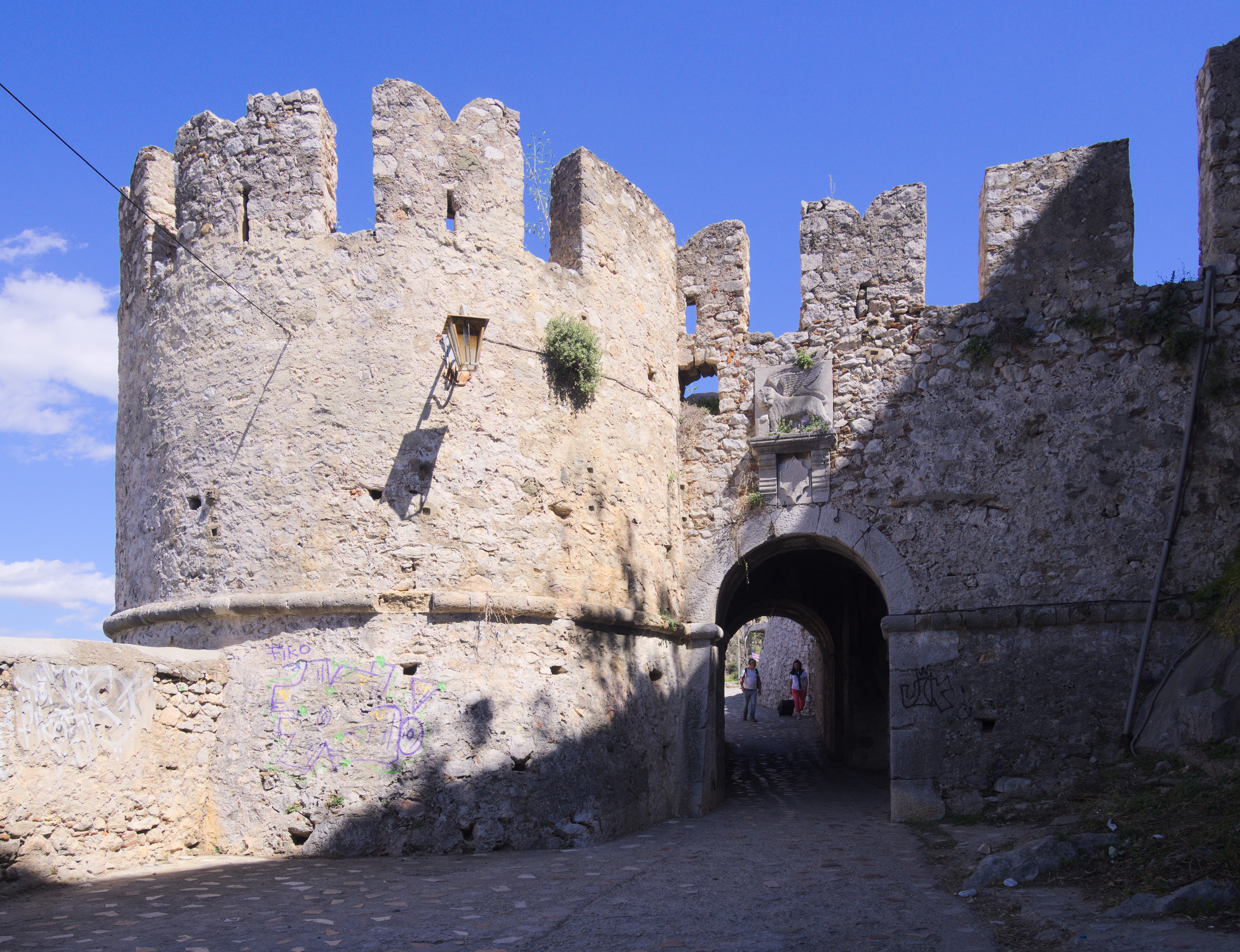
Північна брама "Замку Торо"
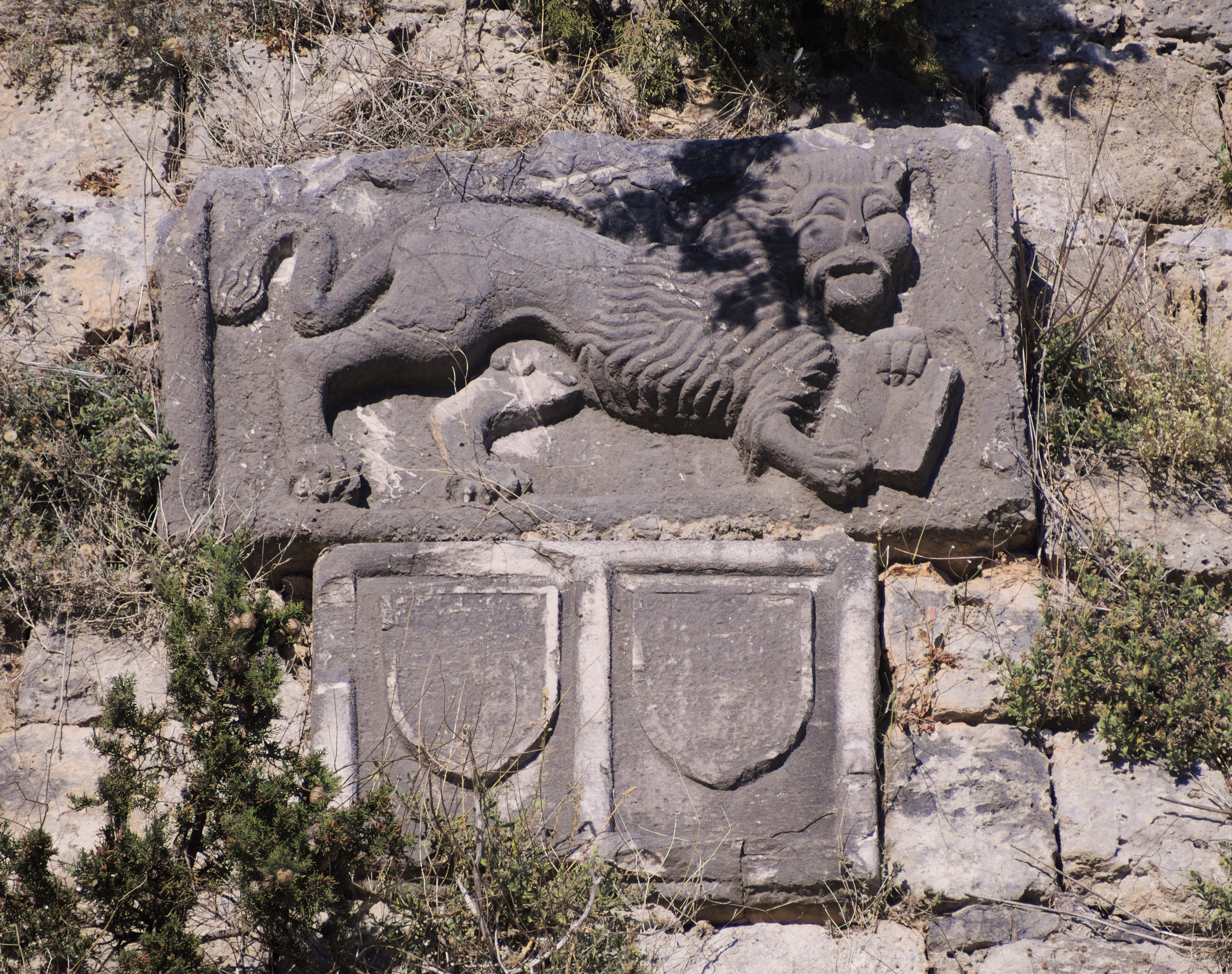
Венеційський Лев Святого Марка
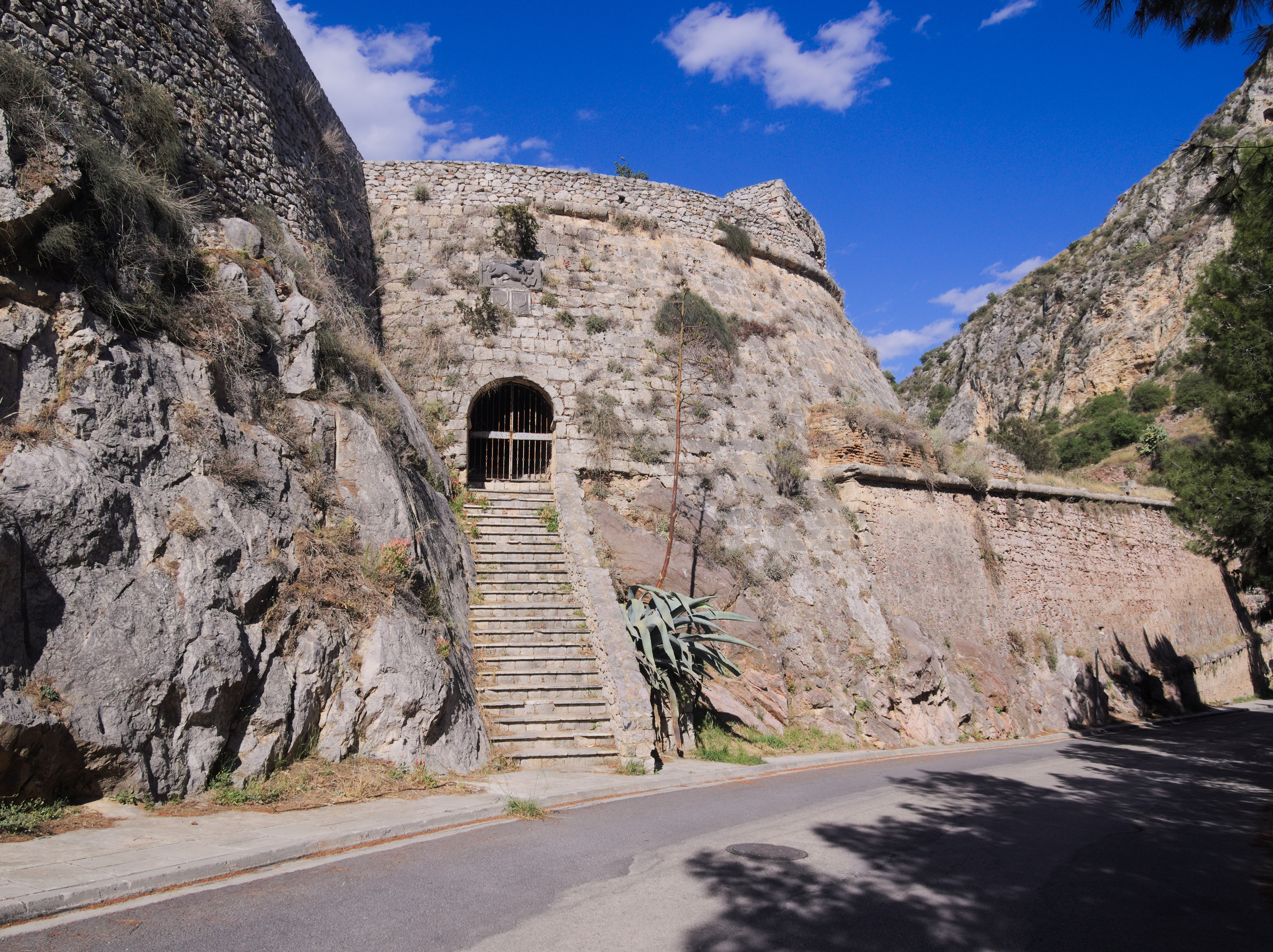
Південня брама "Замку Торо"
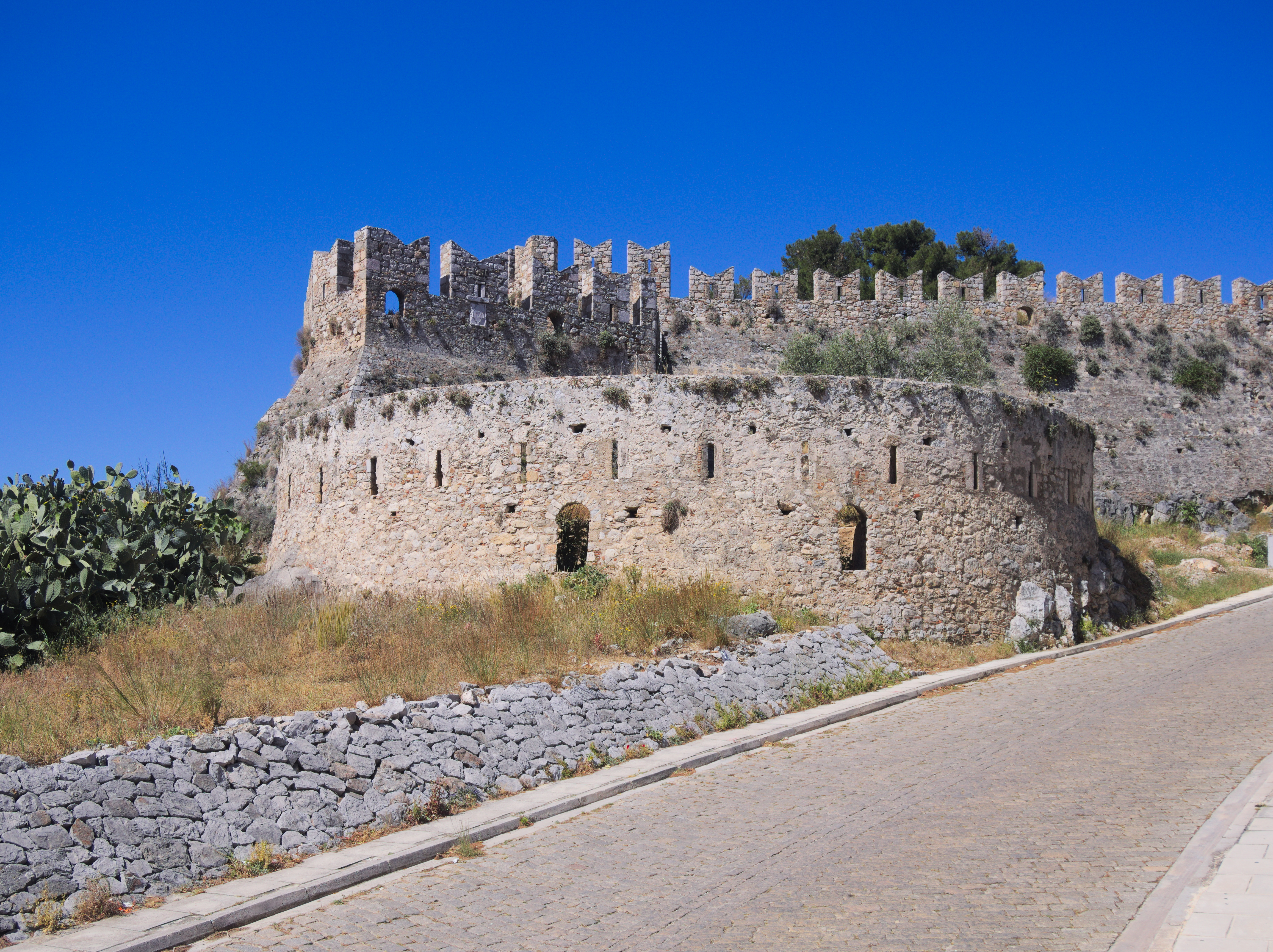
Один з бастіонів фортеці
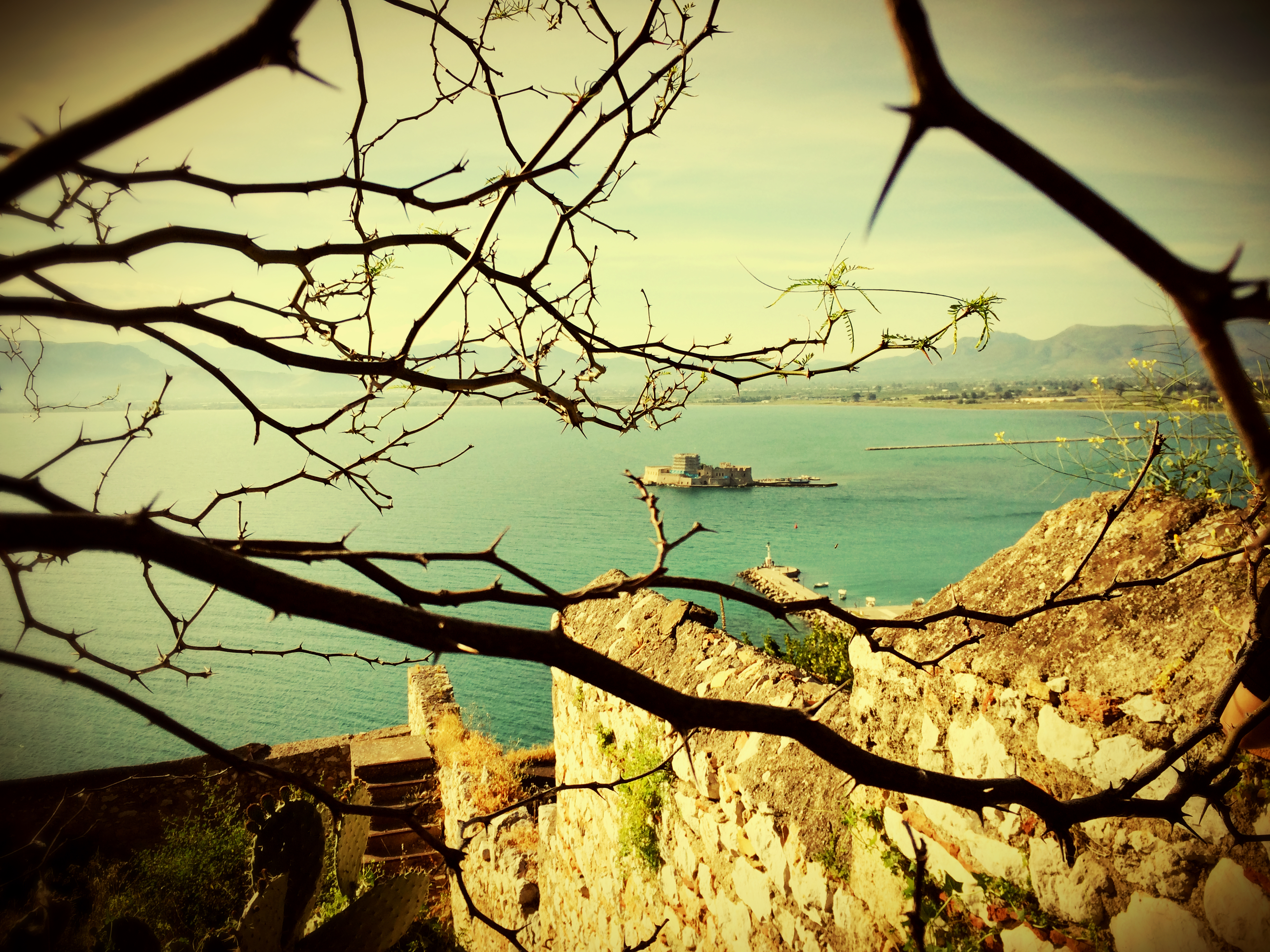
Форт Бурдзі (вигляд з фортеці)
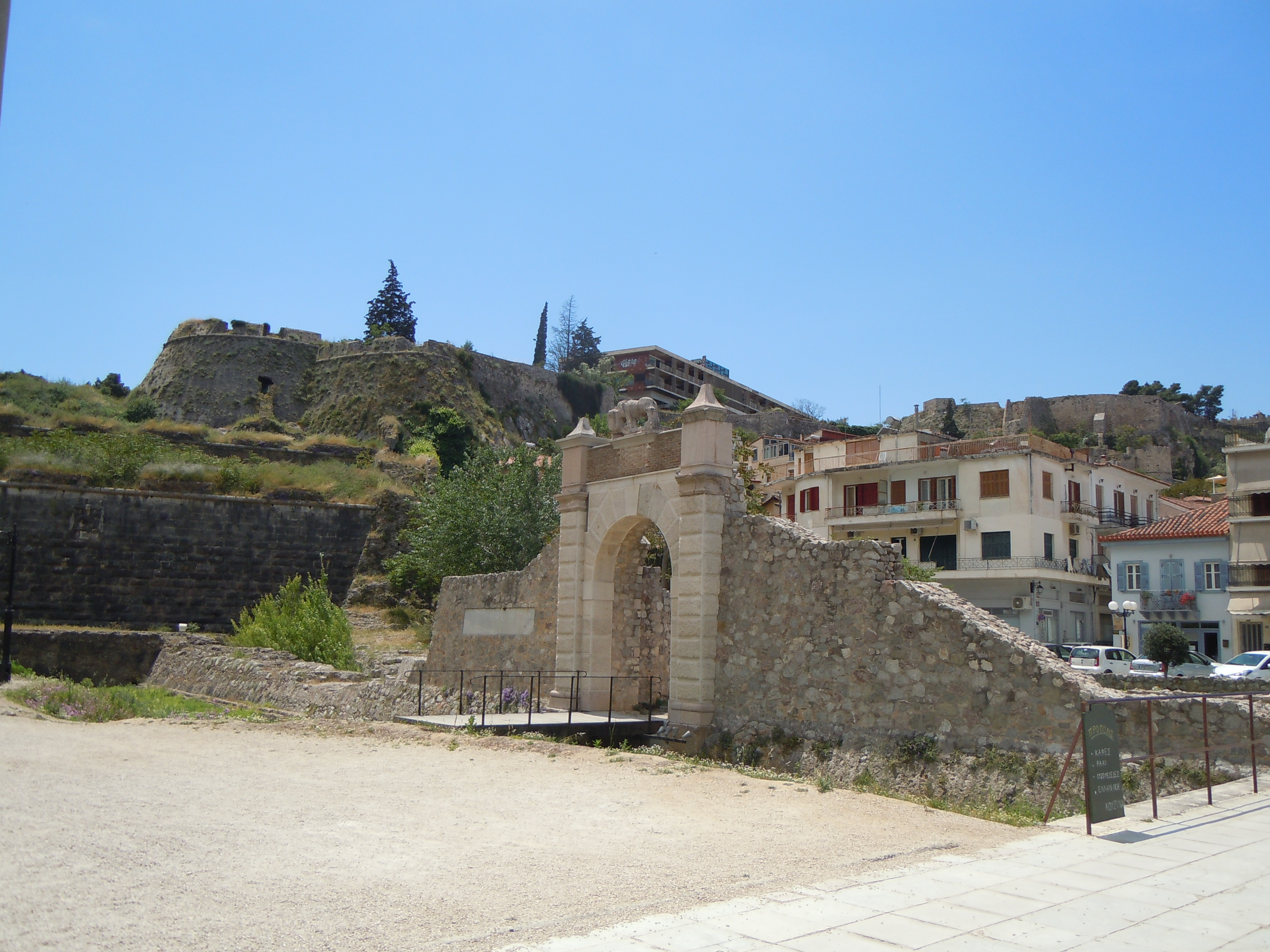
"Земляні ворота" - укріплення зі сторони міста

## Див також
- Паламіді
- Бурдзі